# Open da Madeira
O Open da Madeira é um torneio de golfe profissional masculino no Circuito Europeu de Golfe, jogado na Madeira, Portugal. Foi fundado em 1993 e é frequentemente o primeiro evento da temporada jogado na Europa, depois da temporada de inverno do hemisfério norte na Ásia, Australásia e África do Sul. O torneio tem um dos fundos de menor prémio no Circuito (€ 700.000 em 2010) e, mesmo assim, conta com a participação de alguns dos melhores jogadores do circuito. É um dos três eventos do Circuito Europeu atualmente encenado em Portugal a cada ano, os outros são o Open de Portugal e o Portugal Masters.
O torneio é disputado no campo de golfe do Porto Santo desde de 2008, sendo que de 1992 a 2007 era disputado no campo de golfe do Santo da Serra.

## Vencedores
| Ano                                                | Vencedor                                   | País                                       | Referências                                |
| Open das Ilhas da Madeira - Portugal - BPI         | Open das Ilhas da Madeira - Portugal - BPI | Open das Ilhas da Madeira - Portugal - BPI | Open das Ilhas da Madeira - Portugal - BPI |
| -------------------------------------------------- | ------------------------------------------ | ------------------------------------------ | ------------------------------------------ |
| 2014                                               | Daniel Brooks                              | Inglaterra                                 | [ 2 ]                                      |
| 2013                                               | Peter Uihlein                              | Estados Unidos                             | [ 3 ]                                      |
| Open das Ilhas da Madeira - Portugal               |                                            |                                            |                                            |
| 2012                                               | Ricardo Santos                             | Portugal                                   | [ 4 ]                                      |
| Open das Ilhas da Madeira                          |                                            |                                            |                                            |
| 2011                                               | Michael Hoey                               | Irlanda do Norte                           | [ 5 ]                                      |
| Open das Ilhas da Madeira BPI - Portugal           |                                            |                                            |                                            |
| 2010                                               | James Morrison                             | Inglaterra                                 | [ 6 ]                                      |
| 2009                                               | Estanislao Goya                            | Argentina                                  | [ 7 ]                                      |
| 2008                                               | Alastair Forsyth                           | Escócia                                    | [ 8 ]                                      |
| 2007                                               | Daniel Vancsik                             | Argentina                                  | [ 8 ]                                      |
| Open da Ilha da Madeira - Caixa Geral de Depósitos |                                            |                                            |                                            |
| 2006                                               | Jean Van de Velde                          | França                                     | [ 8 ]                                      |
| 2005                                               | Robert-Jan Derksen                         | Países Baixos                              | [ 8 ]                                      |
| Open da Ilha da Madeira                            |                                            |                                            |                                            |
| 2004                                               | Chris Hanell                               | Suécia                                     | [ 8 ]                                      |
| 2003                                               | Bradley Dredge                             | País de Gales                              | [ 8 ]                                      |
| 2002                                               | Diego Borrego                              | Espanha                                    | [ 8 ]                                      |
| 2001                                               | Des Smyth                                  | Irlanda                                    | [ 8 ]                                      |
| 2000                                               | Niclas Fasth                               | Suécia                                     | [ 8 ]                                      |
| 1999                                               | Pedro Linhart                              | Espanha                                    | [ 8 ]                                      |
| 1998                                               | Mats Lanner                                | Suécia                                     | [ 8 ]                                      |
| 1997                                               | Peter Mitchell                             | Inglaterra                                 | [ 8 ]                                      |
| 1996                                               | Jarmo Sandelin                             | Suécia                                     | [ 8 ]                                      |
| 1995                                               | Santiago Luna                              | Espanha                                    | [ 8 ]                                      |
| 1994                                               | Mats Lanner                                | Suécia                                     | [ 8 ]                                      |
| 1993                                               | Mark James                                 | Inglaterra                                 | [ 8 ]                                      |